# Famille Cavagnis
 (juillet 2024).
La famille Cavagnis (Cavanis) est une famille patricienne de Venise, originaire de Bergame.

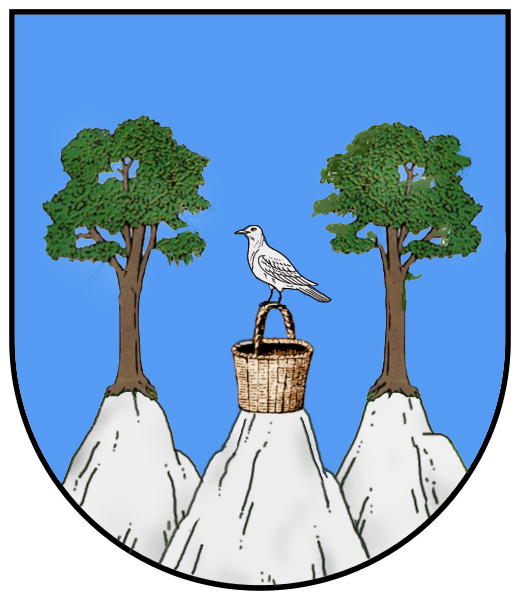
Les armes de famille sont d'azur avec trois monticules d'argent qui remontent de la pointe du bouclier; les deux sur les côtés sont surmontés de deux arbres et le central par un cavagnolo (un panier) avec un oiseau sur le manche, tout au naturel.

## Historique

### Bergame
Cette famille aurait ses origines dans Cornalba à Val Serina. Elle est mentionnée dans les archives anciennes avec les variantes De Cavaneis, Cavanea, Cavanis, Cavagni et Cavagna. Les différentes branches de cette famille apparaissent déjà en 1286  à Averara avec Joannes de Cavaneis, duquel est issu une branche, transplantée à Villa d'Almè autour de 1386, où elle s'agrandît; elle est documentée à Camerata Cornello en 1345 et en 1400; par la suite à Santa Croce et de là un Pietro de Cavanis qui en 1648 s'installe à Fuipiano Valle Imagna; plus tard encore avec Giov. Pietro, fils de Domenico.
Parmi les membres de cette famille résidant à Bergame émerge parmi tous la figure du cardinal Felice Cavagnis, fils du chirurgien Giovanni Cavagnis de Cornalba.

### Venise

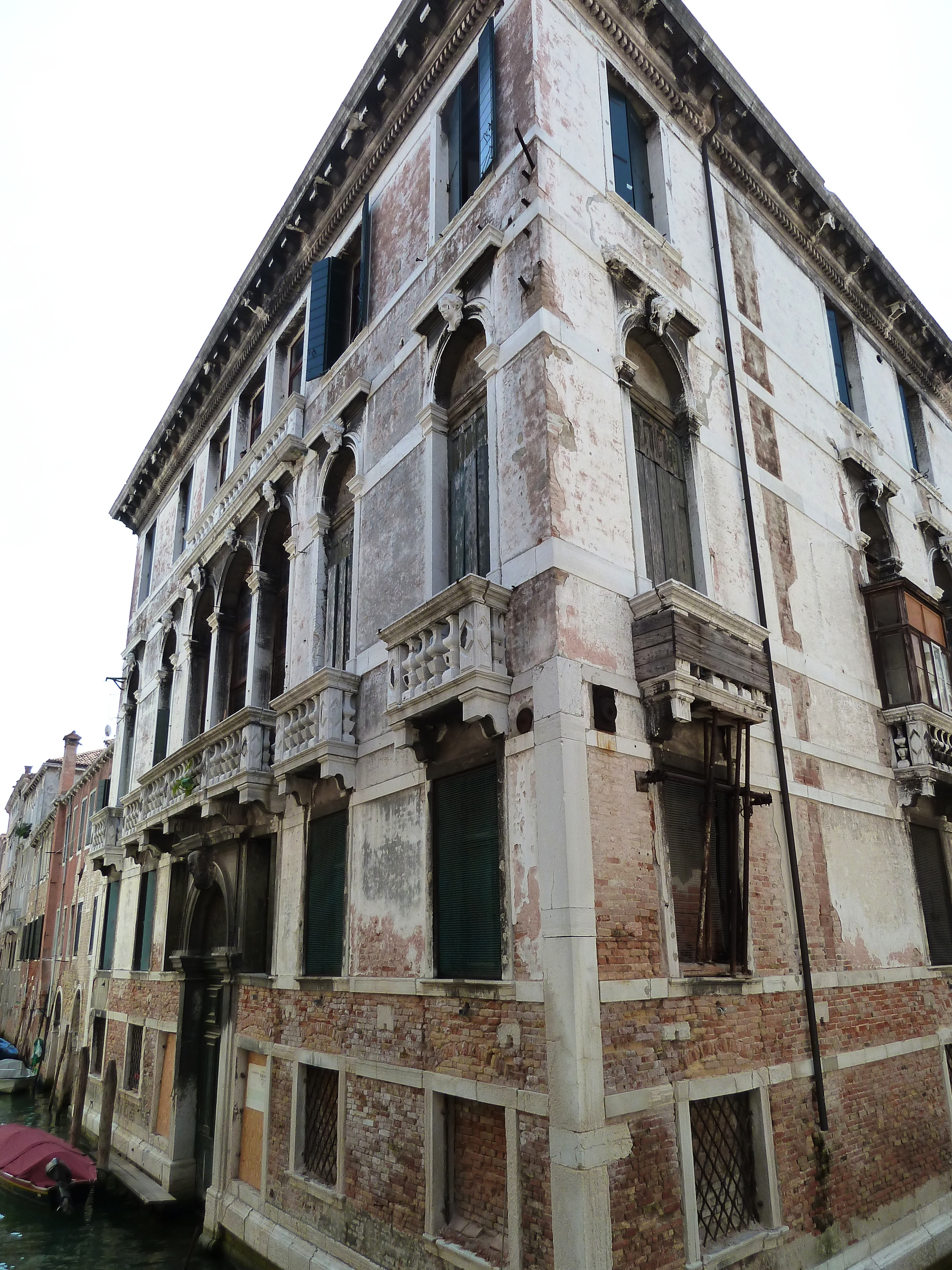
Le palais Cavagnis à Castello

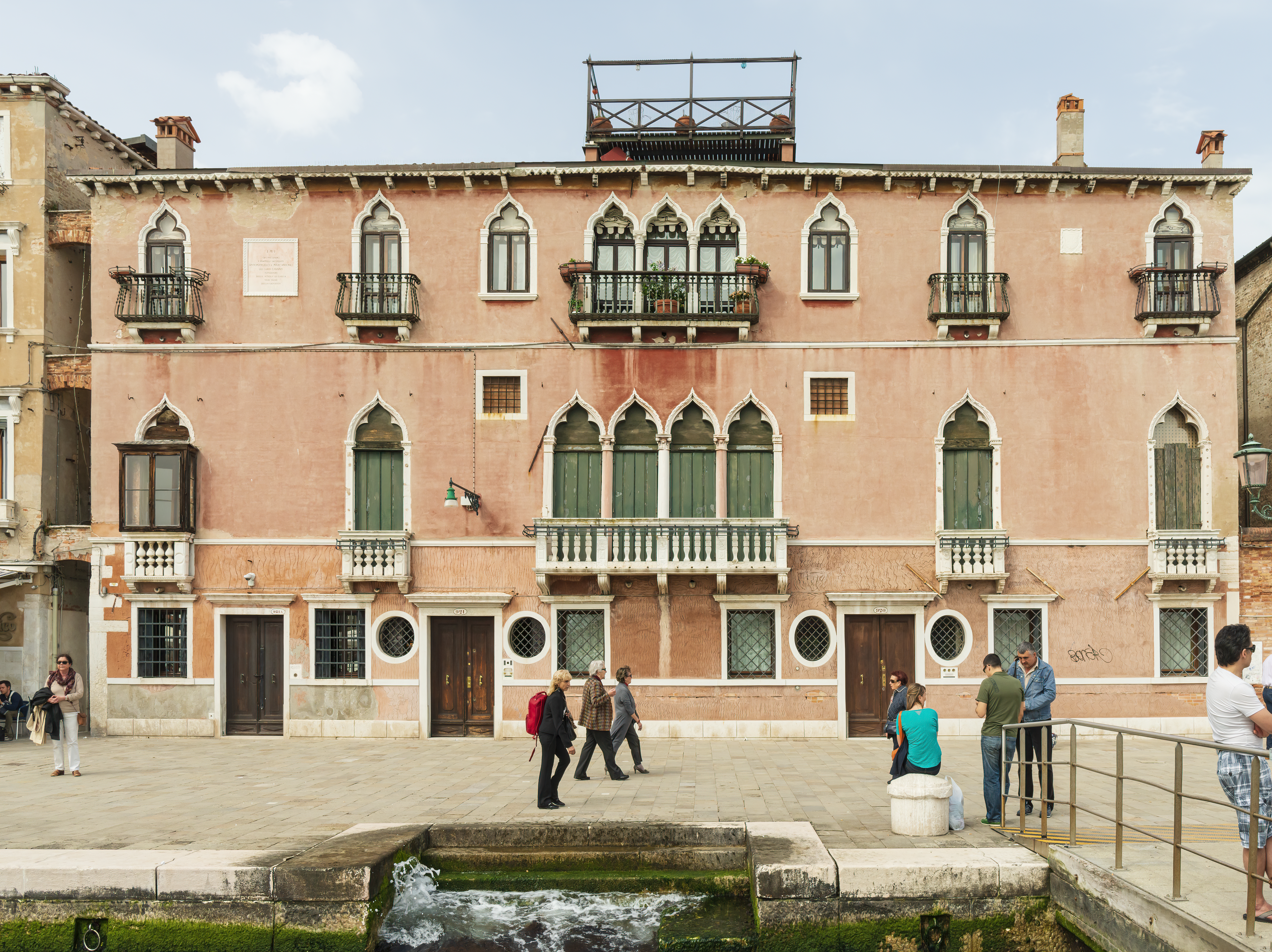
Maison de naissance des comtes Antonangelo et Marcantonio Cavagnis aux Zattere

À Venise, en 1552 un Giovanni de Cavanei, fils de Francesco lègue des biens immobiliers bergamasques à son fils Francesco ; en 1542, son frère Gerardo lègue quinze ducats à répartir entre les habitants de Cornalba. Francesco avait pratiqué le commerce du blé à Venise et son neveu Giuseppe, qui continuait peut-être la compagnie, était reconnu parmi les riches. Ces Cavanis comme ils finiront par être appelés, avaient leurs tombes à San Domenico di Castello et aux maisons qu'ils possédaient dans ce quartier ont été apposés les insignes de la famille.
Giuseppe, fils de Giacomo a été le premier de la famille en 1649 à faire partie de la Chancellerie ducale à Venise, occupant des postes importants, tels le secrétariat du Magistrato dell’Arsenale ou le Conseil des Dix. Toutefois, ses cinq descendants mâles sont morts avant lui (en 1715) :  Alberto en 1685, Pietro Antonio en 1686, Giacomo en 1687, Domenico en 1693, Gian Francesco en 1696.
Les Cavagnis ont acquis des positions importantes à la Sérénissime et exercé des professions nobles, atteignant des niveaux élevés dans la vie sociale vénitienne.

#### Accès à la noblesse vénitienne
Un Antonio Cavanis, né en 1663, qui épousa en 1696 Girolama Tetta, acheta dans ce quartier de San Severo un immeuble qui est appelé en 1713 la grande maison au pont en construction, achetée par Antonio Cavanis des Morosini Savorgnan, soit la Ca' Morosini. Antonio Cavagnis offrît 100 000 ducats à la République pour sa guerre contre le Turc, ce qui lui valut en 1716 d'être admis à la noblesse vénitienne ainsi que ses descendants. 
Son palais ex-Borsini, près de Santa Maria Formosa le pont et les quaisprendront le nom Cavansi. De taille majestueuse, le palais a rassemblé les écoles de charité fondées par les frères Marcantonio et Antonangelo des comtes Cavansi, deux notaires déjà au service de la Sérénissime, qui deviendront ensuite prêtres.
Domenico, fils de Giuseppe, né à Venise en 1783, quitte la lagune et s'installe définitivement avec sa famille à Fuipiano où vivent encore les descendants.

### Gênes
Une autre branche de cette famille qui dérive également de la souche de la vallée de la Bremba, a vécu à Pavie et à Voghera, où ils ont été mentionnés depuis le XIe siècle. Certains personnages de cette famille émergent de la noblesse de Gênes au XIIIe siècle, où Guglielmo Cavagna était en 1240 ministre des Sceaux et ambassadeur du roi de France; en 1249, il figurait parmi les huit représentants du peuple de la Ligurie au sein du gouvernement suprême de la République. Son fils Giovanni, qui est retourné à Voghera en 1300, s'est distingué comme jurisconsulte reconnu.

## Demeure
- Palais Cavagnis